# Limau Mungkur (Sinembah Tanjung Muda Hilir)
Limau Mungkur is een bestuurslaag in het regentschap Deli Serdang van de provincie Noord-Sumatra, Indonesië. Limau Mungkur telt 2193 inwoners (volkstelling 2010).